# Cydistomyia celebensis
Cydistomyia celebensis är en tvåvingeart som först beskrevs av Schurrmans Stekhoven 1932.  Cydistomyia celebensis ingår i släktet Cydistomyia och familjen bromsar. Inga underarter finns listade i Catalogue of Life.